# Hidraulika
 Ovo je glavno značenje pojma Hidraulika. Za druga značenja pogledajte Hidraulika (razdvojba).
Hidraulika (grč. αὐλός: cijev) je dio hidromehanike (mehanika fluida), koji se bavi proučavanjem stanja ravnoteže i strujanja realne tekućine, ponajprije vode, kroz cijevi, kanale i otvore, te pojavâ koje nastaju kada takva tekućina struji oko nekoga tijela uronjenoga u nju.
Hidraulika je znanstvena i tehnička disciplina koja proučava oblike i zakone mehaničkog gibanja i relativnog mirovanja tekućina. Ime 'hidraulika' ὑδραυλικός (hydraulikos) je nastalo spajanjem grčkih rijeći ὕδωρ (hydor) - voda i αὐλός (aulos) - cijev ili žlijeb. Taj naziv u početku je označavao znanost o gibanju vode u cijevima. Danas takvo shvaćanje ima samo povijesnu vrijednost. Razvojem proizvodnje i tehnike širila su se i područja proučavanja i primjene. Danas je raspon primjene hidraulike toliko širok da je teško naći neko područje tehnike u kojem se ne bi na neki način koristili njeni zakoni. Najšira područja primjene zakona hidraulike su vodogradnja ili hidrotehnika, melioracije, hidrologija, opskrba vodom i kanalizacija, hidroenergetika i vodeni prijevoz (transport).

## Povijesni razvoj
Prvi dokaz o osnovnom znanju hidraulike i njezinoj primjeni pronađeni su u dolini rijeke Tigris, 7 000 godina pr. Kr., u mjestu Choga Mami. Bili su to ostaci 2 metra širokih kanala. U Šri Lanki 2 000 godina pr. Kr. Sinhalezi su otkrili način rada ventila. U antičkoj Grčkoj Ktesibije Aleksandrijski, matematičar i izumitelj napisao je prvu znanstvenu raspravu o stlačenom zraku i njegovoj upotrebi u pumpama. Njegov rad O pneumatici, o elastičnosti zraka, priskrbio mu je naziv "oca pneumatike". Na žalost ni jedan od njegovih pisanih radova nije do danas sačuvan. Tako da se prvim znanstvenim djelom u oblasti hidraulike priznaje Arhimedova rasprava O tijelima koja plivaju, napisana 250 godina pr. Kr. U rimsko doba primjena znanja o hidraulici je bila posebno raširena. Javni vodovod  (akvedukt), vodom pokretani mlinovi i hidrauličko rudarenje samo su neki od primjera. Stari Rimljani su bili među prvima koji su koristili sifon za transport vode iz udaljenih izvora do gradova. Olovo je bilo osnovni materijal za izradu cijevi.
U srednjovjekovnim islamskim zemljama otkrića u fluidnoj mehanici muslimanskih fizičara kao što je Al-Khazini (otkrio hidrostatsku ravnotežu) doveo je do mnogih izuma kojima je unaprijeđena poljoprivreda i higijena (unaprijeđeni sustav snabdijevanja vodom za kućanstva). Al-Jazari (1136. – 1206.) dizajnirao je prve, ikad zabilježene, humanoidne robote pokretane hidraulikom.
Bila su to četiri automatska glazbenika u čamcu koji je plutao na jezeru i zabavljao kraljeve goste. Izumio je različite naprave za dizanje vode, vodenice i vodene točkove od kojih i eliptični točak kojim se kružno gibanje pretvara u pravocrtno (linearno). Izumi koljenastog vratila i mehanizma zglobne osovine danas su osnova motora s unutarnjim izgaranjem. Prvi put su primijenjeni u napravi za dizanje vode saqiyi, čije su sastavnice rotacijska, vodenom snagom pokretana, lančana pumpa i prva povratno klipna usisna crpka. Njegov izum je i dan danas korišteni sustav poteznog kotlića za ispiranja toaletne školjke.
Godine 1586. Simon Stevin je objavio djelo Osnove hidrostatike, a 1612. Galileo Galilei djelo Rasprava o tijelima u vodi i onima koja se gibaju u njoj. Godine 1619. Benedetto Castelli (1576. ili 1578. – 1643.), učenik Galileo Galileia, tiskao je knjigu Della Misura dell'Acque Correnti (O mjerenju tekuće vode) koja je postala temelj moderne hidrodinamike. Blaise Pascal (1623. – 1662.) izumio je hidrauličku prešu koja radi na principu prijenosa tlaka u tekućini tako da mala sila na velikoj površini proizvodi veliku silu na maloj povšini uz isti tlak ili uz istu promjenu tlaka u tekućini - Pascalov zakon. Zakon je formuliran u raspravi (traktatu) O ravnoteži tekućina 1663. Godine 1685. Isaac Newton je formulirau hipotezu o unutarnjem trenju kod tekućina (viskoznost).
Francuski liječnik Jean Louis Marie Poiseuille istraživao je strujanje krvi kroz ljudsko tijelo i otkrio važan zakon o ovisnosti protoka o promjeru cijevi kroz koju tekućina struji. 1846. on ga je formulirao i objavio, a danas je poznat kao Poiseuilleov zakon.
Time su postavljeni osnovni temelji hidraulike. A na njih su se nadovezali Daniel Bernoulli i Leonhard Euler. Bernoulli je u svome djelu iz 1738. Hidrodinamika dao temeljni teorem hidrodinamike, poznat pod nazivom Bernoullijeva jednadžba. Ona postavlja opću vezu između tlaka, visine i brzine gibanja tekućine. Kasnije je Bernoullijeva jednadžba proširena na plinove, a nakon dopune s članovima koji prikazuju utjecaj sile trenja, ta jednadžba je postala osnovnom u suvremenoj hidraulici. Euler u svojoj raspravi Opći principi gibanja tekućine iz 1755. predstavlja sistem diferencijalnih jednadžbi idealne (apstraktne) tekućine bez trenja. U mehaniku tekućine je uveo pojam tlaka u točki tekućine u gibanju i mirovanju, a izveo je i jednadžbu neprekidnosti tekućine (kontinuiteta). Osim toga formulirao je zakon o promjeni količine gibanja i momenta količine gibanja u primjeni na tekućine i plinske kontinuume. On je izveo jednadžbu za turbine, postavio osnove teorije broda, te razjasnio pitanje otpora tekućine tijelima koja se u njoj gibaju.

## Vanjske poveznice
- Hidraulika Hrvatska tehnička enciklopedija, portal hrvatske tehničke baštine. LZMK